# Kenshiro Daniels
 Kenshiro Michael Lontok Daniels (* 13. Januar 1995 in Newport Beach) ist ein US-amerikanisch-englisch-philippinischer Fußballspieler.

## Karriere

### Verein
Geboren in den USA, spielte Daniels dort für diverse High-School- und Collegemannschaften, ehe er 2012 zum philippinischen Zweitligisten Laos FC ging. Anschließend war er lange für den Kaya FC bzw. dessen Nachfolgeverein Kaya FC-Iloilo in der Philippines Football League aktiv. Von Ende März 2022 bis Ende 2022 stand er bei dessen Ligarivalen United City FC in Bacolod City unter Vertrag. Im Januar 2023 ging er nach Thailand, wo er einen Vertrag beim Erstligisten Sukhothai FC unterschrieb. Für den Erstligisten aus Sukhothai bestritt er 14 Ligaspiele. Im Sommer 2023 kehrte er nach Indonesien zurück. Hier unterschrieb er einen Vertrag beim Erstligisten RANS Nusantara. Für RANS bestritt er 21 Ligaspiele. Hierbei erzielte er drei Tore. Nach der Saison wechselte er im September 2024 zum philippinischen Erstligisten Stallion Laguna. Für den Verein aus Biñan bestritt er fünf Ligaspiele. Im Dezember 2024 kehrte er nach Thailand zurück, wo er sich in Nakhon Ratchasima dem Erstligisten Nakhon Ratchasima FC anschloss. Nach sieben Ligaspielen wurde sein Vertrag im Sommer 2025 nicht verlängert.

### Nationalmannschaft
Durch seine von den Philippinen stammende Mutter ist Daniels für dessen Nationalmannschaft spielberechtigt und gab dort am 1. März 2014 in einem Testspiel gegen Malaysia (0:0) sein Debüt für die Auswahl. Bisher nahm er vier Mal an der Südostasienmeisterschaft teil. Aktuell bestritt der Stürmer 31 Länderspiele und erzielte dabei drei Treffer.

## Sonstiges
Kenshiro Daniels ist der Sohn des britischstämmigen Schauspielers und ehemaligen Sportlers Gary Daniels und dessen von den Philippinen stammenden Frau Maricyn Daniels. 